# Watzmann ermittelt
Watzmann ermittelt è una serie televisiva tedesca di genere poliziesco prodotta da trasmessa dal 2019 sull'emittente ARD 1 (Das Erste).  Protagonisti della serie sono Andreas Giebel e Peter M. Marton; altri interpreti principali sono Katharina Leonore Goebel, Nepo Fitz, Sarah Thoning, Barbara Weinzerl, Ines Lutz e Leonie Brill.
La serie si compone di 5 stagioni, per un totale di 60 episodi.: il primo episodio, intitolato Der Alte vom Berg, venne trasmesso in prima visione l'8 maggio 2019.

## Trama
Protagonista delle vicende è una squadra di poliziotti di Berchtesgaden, località montana bavarese situata ai piedi del monte Watzmann, a capo della quale vi è il commissario Benedikt Beissl. A Beissl, da anni in servizio nella cittadina, viene ora affiancato un nuovo commissario, Jerry Paulsen.

## Episodi
| Stagione         | Episodi | Prima TV Germania | Prima TV Italia |
| ---------------- | ------- | ----------------- | --------------- |
| Prima stagione   | 8       | 2019              | inedita         |
| Seconda stagione | 14      | 2021              | inedita         |
| Terza stagione   | 17      | 2022              | inedita         |
| Quarta stagione  | 9       | 2024              | inedita         |
| Quinta stagione  | 12      | 2025              | inedita         |

## Personaggi e interpreti
- Comm. Capo Benedikt Beissll, interpretato da Andreas Giebel (s. 1-presente)[1][2]
- Comm. Capo Jerry Paulsen, interpretato da Peter M. Marton (s. 1-presente)[1][2]
- Comm. Sophia Strasser, interpretata da Katharina Leonore Goebel (s. 2-presente)[2]
- Max Ruffer, interpretato da Nepo Fitz (s. 1-presente)[1][2]
- Caro Reiser, intepretata da Sarah Thonig (s. 1-presente)[2]
- Elisabeth Beissl, interpretata da Barbara Weinzerl (s. 1-presente)[1][2]
- Johanna Beissl, interpretata da Ines Lutz (s. 1-4) e Vanessa Eckart (s. 5-presente)[1][2]
- Eva Beissl, interpretata da Leonie Brill (s. 1-4)[2]
- Maria Beissl, interpretata da Kathrin von Steinburg
- Dott.ssa Sonja Bitterling, interpretata daGenoveva Mayer
- Dott. Philipp Hartmann, interpretato da Jakob Graf (s. 4-presente)[2]

## Produzione
Inizialmente la serie avrebbe dovuto intitolarsi Der Watzmann und seine Töchter, ovvero "Il Watzmann e le sue figlie".
Tra le principali location della serie, vi è una villa sulla Bayerstraße, dove, sia nella finzione che nella realtà, si trova la stazione di polizia.

## Ascolti
La serie è seguita in Germania da una media di 3 milioni di telespettatori.